# ورزشگاه آرکی
 ورزشگاه آرکی  (به ایتالیایی: Stadio Arechi) ورزشگاهی چند منظوره در شهر سالرنو در کشور ایتالیا است.
بازی‌های خانگی باشگاه فوتبال سالرنیتانا ۱۹۱۹ در این ورزشگاه برگزار می‌شود.